# Adam Bousdoukos

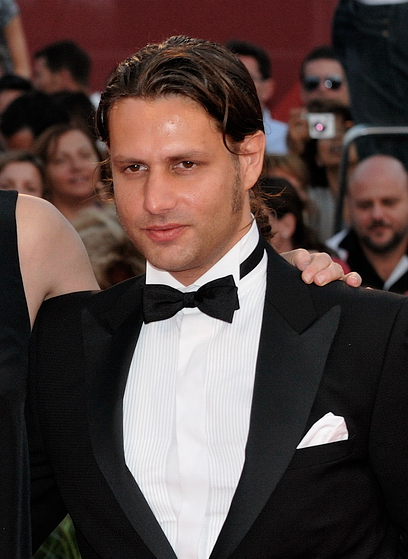
Adam Bousdoukos (2009)

Adam Bousdoukos (* 25. Januar 1974 in Hamburg) ist ein deutscher Schauspieler mit griechischen Wurzeln.

## Leben
Aufgewachsen als Sohn griechischer Eltern im Hamburger Stadtteil Altona spielte er als Teenager kleinere Rollen in Werbespots und nahm später Unterricht an der Stage School Hamburg.
1998 erhielt Bousdoukos für seine Darstellung in Kurz und schmerzlos zusammen mit den beiden anderen Hauptdarstellern Mehmet Kurtuluş und Aleksandar Jovanovic den Bronzenen Leoparden beim Internationalen Filmfest von Locarno 1998 und 2001 einen Adolf-Grimme-Preis. Außer in Getürkt ist Bousdoukos in jedem Film seines Freundes Fatih Akın zu sehen, in Soul Kitchen (2009) nach Kurz und schmerzlos wiederum in einer Hauptrolle. Bei diesem Film schrieb der Schauspieler auch am Drehbuch mit. Begonnen hat die filmische Zusammenarbeit mit Fatih Akin 1995 mit dem Kurzfilm Sensin – Du bist es!.
Darüber hinaus gab es für Bousdoukos noch einige TV- und Filmrollen und Auftritte in diversen Serienepisoden. Er betrieb in Hamburg fast zehn Jahre lang das Restaurant „Sotiris“ im Stadtteil Ottensen.

## Engagement

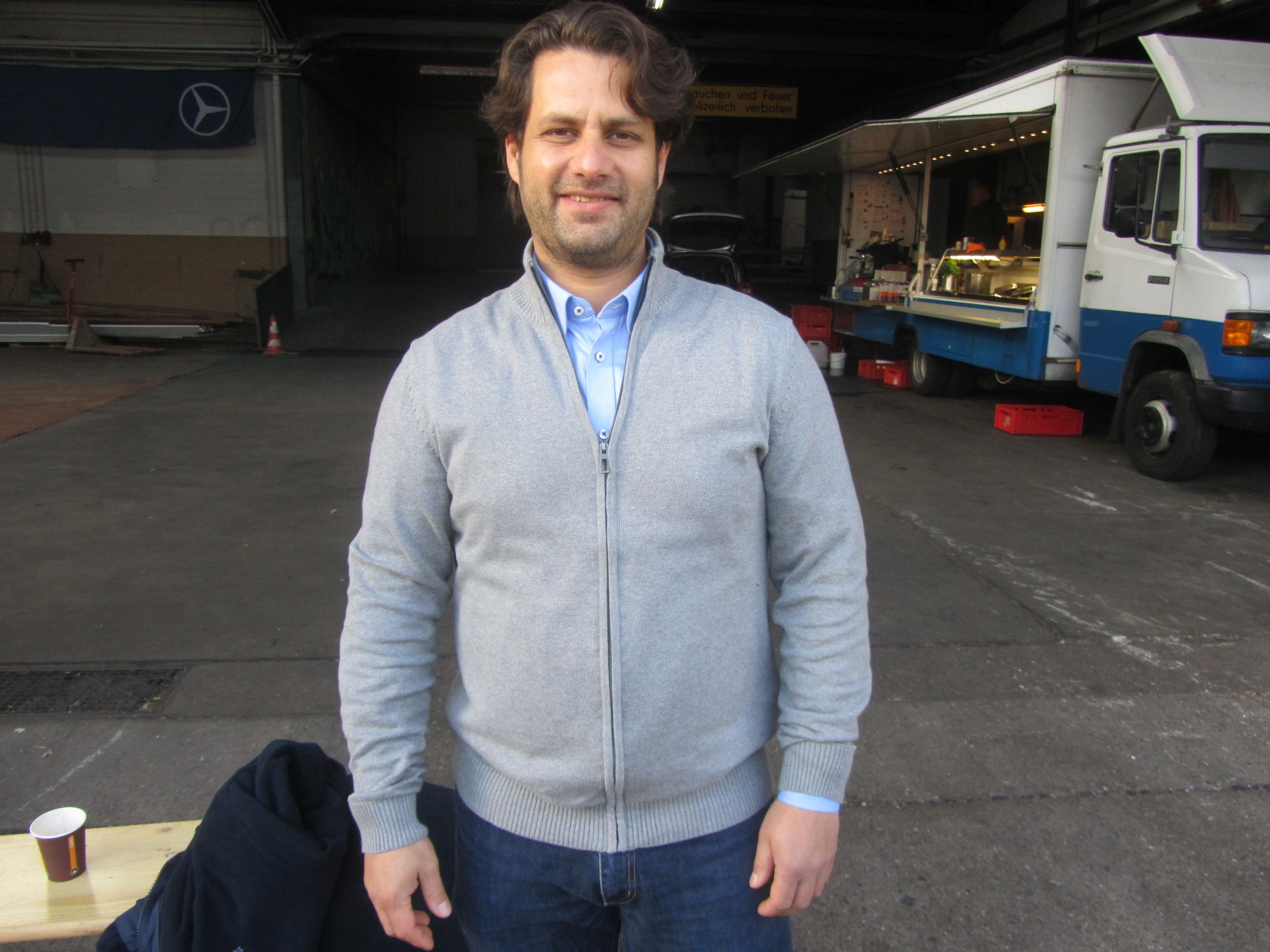
Adam Bousdoukos (2015)

Adam Bousdoukos unterstützt seit 2009 gemeinsam mit anderen Freunden den Verein soul kids. Der Verein sammelt mit Veranstaltungen und Aktionen jeglicher Art Spendengelder, die an ausgesuchte gemeinnützige Vereine, Einrichtungen und Projekte gespendet werden. Auf diese Weise will soul kids e. V. auf die unterschiedlichen Nöte, Probleme und Bedürfnisse von Kindern in Hamburg und weltweit aufmerksam machen und gleichzeitig all jenen eine Öffentlichkeit schaffen, die sich im Kleinen wie im Großen für Kinder und Jugendliche einsetzen.

## Filmografie (Auswahl)
- 1995: Sensin – Du bist es! (Kurzfilm)
- 1998: Kurz und schmerzlos
- 1999: Der letzte Flug (Kurzfilm)
- 2000: Im Juli
- 2000: Die Pfefferkörner
- 2001: Polizeiruf 110: Fliegende Holländer (Fernsehfilm)
- 2002: Solino
- 2003: Der Ärgermacher
- 2003: Unsre Mutter ist halt anders (Fernsehfilm)
- 2003: Adelheid und ihre Mörder (Episode: Millionenpuzzle)
- 2004: Kebab Connection
- 2004: Wie krieg ich meine Mutter groß? (Fernsehfilm)
- 2004: Gegen die Wand
- 2005: Das Duo – Herzflimmern
- 2008: Die Schimmelreiter
- 2009: Soul Kitchen
- 2009: Dicke Hose
- 2010: Es war einer von uns (Fernsehfilm)
- 2011: Powder Girl (Chalet Girl)
- 2011: Marie Brand und der Moment des Todes
- 2011–2019: Großstadtrevier (Fernsehserie, zwei Folgen)
- 2012: Vatertage – Opa über Nacht
- 2012: Das Leben ist nichts für Feiglinge
- 2012, 2023: SOKO Leipzig (Fernsehserie, zwei Folgen)
- 2013, 2023: SOKO Stuttgart (Fernsehserie, zwei Folgen)
- 2013: Verbrechen nach Ferdinand von Schirach (Fernsehserie, eine Folge)
- 2013: V8 – Du willst der Beste sein
- 2014: Der letzte Bulle (Fernsehserie, sieben Folgen)
- 2014: The Cut
- 2014: Ein Geschenk der Götter
- 2014: Die Auserwählten (Fernsehfilm)
- 2014–2015: Lindenstraße (Fernsehserie, elf Folgen)
- 2015–2016: Sibel & Max (Fernsehserie)
- 2015: Mittwoch 04:45
- 2015: Super-Dad (Fernsehfilm)
- 2015: V8 – Die Rache der Nitros
- 2015: Highway to Hellas
- 2016: Unter Wölfen
- 2016: Mein Sohn, der Klugscheißer
- 2016: Dimitrios Schulze
- 2017: Ein Sommer auf Zypern
- 2017: Tatort: Der Fall Holdt
- 2018: Smuggling Hendrix – Nicht ohne meinen Hund
- 2018, 2022: SOKO Potsdam (Fernsehserie, Folgen Saubere Geschäfte, Game over)
- 2019: Der Goldene Handschuh
- 2019, 2024: SOKO Hamburg (Fernsehserie, Folgen Der Lottokönig, Mit Haut und Haar)
- 2019: Sechs auf einen Streich – Die drei Königskinder (Fernsehfilm)
- 2021: Spätzle arrabbiata oder eine Hand wäscht die andere
- 2022: Alle für Ella
- 2022: Aus meiner Haut
- 2022: Rheingold
- 2022: SOKO Köln (Fernsehserie, Folge Lissis Leben)
- 2023: SOKO Wismar (Fernsehserie, Folge, Schlechte Karten)
- 2023: Ein Sommer auf Kreta
- 2023: Mein Vater, der Esel und ich
- 2023: In aller Freundschaft (Fernsehserie, Folge Der Wald vor lauter Bäumen)
- 2023: German Genius (Fernsehserie)

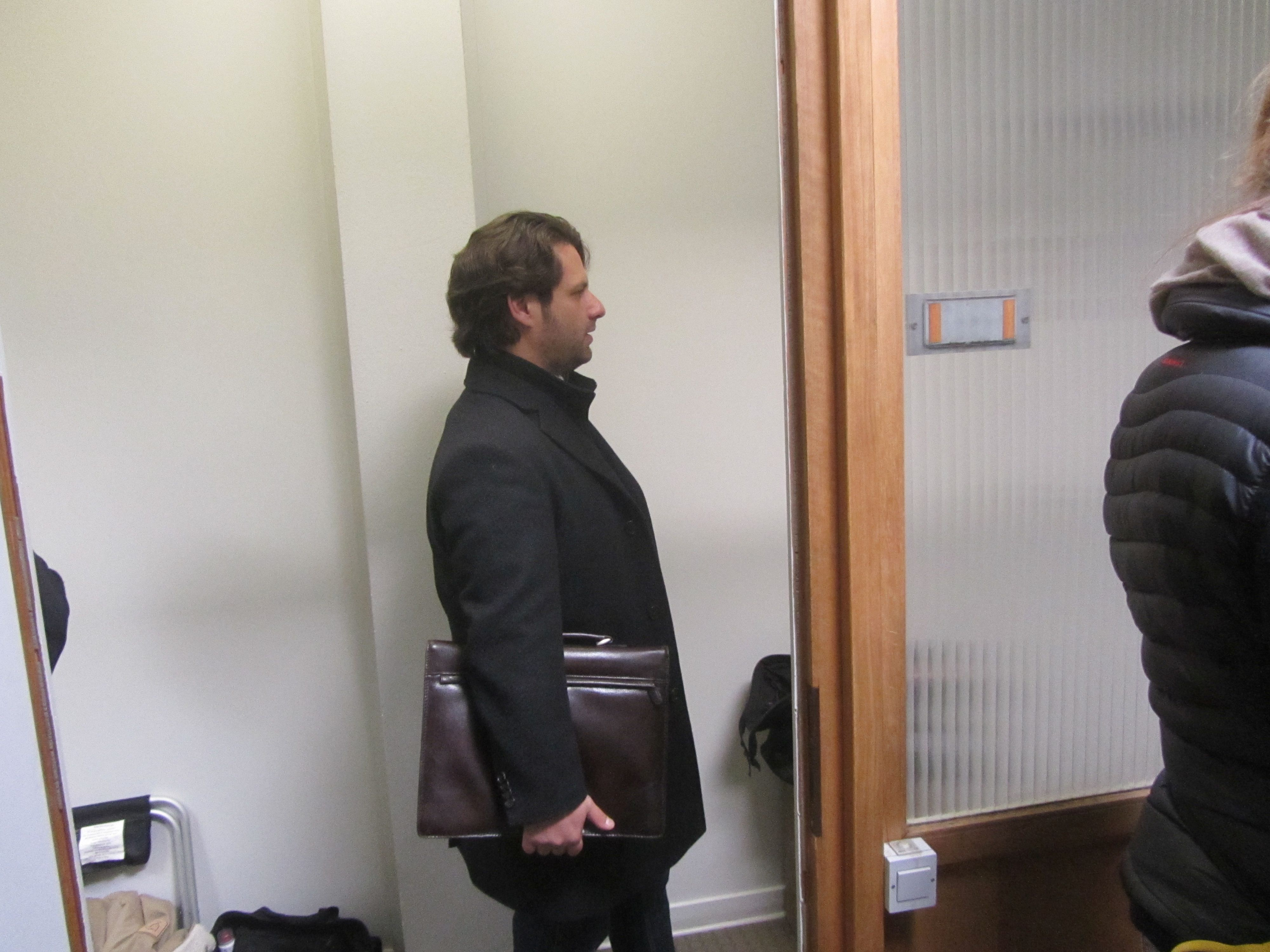
Adam Bousdoukos während der Dreharbeiten zum TV-Film Dimitrios Schulze (2015)

## Auszeichnungen
- 1998: Bronzener Leopard beim Internationalen Filmfest von Locarno
- 2001: Adolf-Grimme-Preis